# New Britain (Pensilvania)
New Britain es un borough ubicado en el condado de Bucks en el estado estadounidense de Pensilvania. En el año 2000 tenía una población de 3,125 habitantes y una densidad poblacional de 947 personas por km².

## Geografía
New Britain se encuentra ubicado en las coordenadas 40°17′57″N 75°10′42″O / 40.29917, -75.17833.

## Demografía
Según la Oficina del Censo en 2000 los ingresos medios por hogar en la localidad eran de $60,029 y los ingresos medios por familia eran $67,500. Los hombres tenían unos ingresos medios de $45,875 frente a los $28,942 para las mujeres. La renta per cápita para la localidad era de $20,877. Alrededor del 2.7% de la población estaba por debajo del umbral de pobreza.